# The Liberation Tour
The Liberation Tour  es la quinta gira musical de la cantante estadounidense, de origen hispano, Christina Aguilera para la promoción de su octavo álbum de estudio Liberation lanzado el 15 de junio de 2018. La misma inició el 25 de septiembre de 2018 en Miami, Florida, recorriendo varias ciudades de América del Norte, finalizando el 13 de noviembre del mismo año en San Petersburgo. Esta gira enmarcó el regreso de la cantante a los escenarios, desde su último tour de 2006-2007, Back To Basics Tour, luego de la cancelación de la gira Bionic Tour en 2010, a pesar de haber ofrecido diferentes conciertos puntuales durante este periodo de tiempo. Una gira de seguimiento titulada The X Tour tuvo lugar en 2019, la cual se desplegó por varios países de Europa y se extendió hasta la Ciudad de México.

## Antecedentes
Después del lanzamiento de su séptimo álbum de estudio, Lotus (2012) y luego de la cancelación del The Lotus World Tour debido al fracaso en ventas de dicho álbum, Aguilera se tomó un tiempo libre para centrarse en la futura música que haría y su familia. En mayo de 2018 Aguilera confirmó durante una entrevista a la revista musical Billboard su intención de salir de gira tras estar una década sin hacerlo, generando gran expectación y mostrándose entusiasmada, todo ello gracias al lanzamiento de su octavo disco. Finalmente, el 9 de mayo fue anunciado el The Liberation Tour mediante las redes sociales de la cantante, con las fechas publicadas en su sitio web. Inicialmente, fueron anunciadas 24 fechas para América del Norte, en espera de nuevas fechas a nivel internacional.
Unas semanas antes que comenzara la gira, Christina le preguntó a sus fanáticos en las redes sociales qué canciones les gustaría agregar al repertorio. También bromeó con algunas fotos y videos de los ensayos. Aguilera hizo una aparición en  Jimmy Kimmel Live!  El 12 de septiembre para promocionar la gira. El 23 de septiembre se lanzó un sitio web  Archivado el 4 de octubre de 2018 en Wayback Machine. titulado "Liberate Your Love", y los fanáticos que asistan al recorrido pueden enviar sus historias de amor.

## Desarrollo
La gira comenzó el 25 de septiembre de 2018 en Hardrock Live en Hollywood, FL. El show estuvo animado con vídeos interludios por cada acto o momento, de manera que la  artista se valió de los juegos de luces, interacción con sus fanes y el cambio continuo de vestuario. Asimismo, una nueva canción inédita, aparentemente titulada "Wonderland", se jugó antes de que Christina cantara "Say Something". En un momento dado del primer show, la cantante se emocionó y expresó lo mucho que extrañaba tocar para sus fanáticos. Después de cantar "Unless It's With You", ayudó a facilitar un momento único en la vida para una pareja gay al invitarlos al escenario, uno de ellos propuso al otro. Por otra parte, en el cuarto concierto de la gira del 03/10/2018, la artista invitó al escenario a la rapera Lil' Kim para interpretar conjuntamente el éxito Lady Marmalade tras unos largos años sin juntarse para cantar.

## Repertorio
Liberation (Intro)
1. Searching for Maria
2. Maria
3. Genie in a Bottle

The Queen Is Back (Interludio)
1. Dirrty
2. Sick of Sittin'
3. Can't Hold Us Down

Right Moves (Interlude)
1. Deserve
2. Accelerate
3. Elastic Love/Woohoo/Bionic
4. Express (Intro)
5. Lady Marmalade

Back In The Day (Interlude)
1. Ain't No Other Man

Wonderland (Interlude)
1. Say Something
2. It's a Man's, Man's, Man's World
3. Fighter

Dreamers (Interlude)
1. Fall in Line
2. Twice
3. Beautiful

Encore
1. Unless It's With You
2. Let There Be Love

Referencia:

## Actos de apertura
Primera etapa
- Big Boi - (Norteamérica, 25 de septiembre de 2018 - 13 de noviembre de 2018)[8]

## Fechas
| Fecha                    | Ciudad           | País           | Recinto                                     | Espectadores            | Recaudación |
| ------------------------ | ---------------- | -------------- | ------------------------------------------- | ----------------------- | ----------- |
| América del Norte        |                  |                |                                             |                         |             |
| 25 de septiembre de 2018 | Miami            | Estados Unidos | Hard Rock Live Arena                        | 2.934 / 2.963           | $534,056    |
| 30 de septiembre de 2018 | Washington D. C. | Estados Unidos | The Theater at MGM National Harbor          | 2.594 / 2.759           | $391,657    |
| 3 de octubre de 2018     | Nueva York       | Estados Unidos | Radio City Music Hall                       | 11.290 / 11.290         | $1,122,464  |
| 4 de octubre de 2018     | Nueva York       | Estados Unidos | Radio City Music Hall                       | 11.290 / 11.290         | $1,122,464  |
| 6 de octubre de 2018     | Uncasville       | Estados Unidos | Mohegan Sun Arena                           | 6.051 / 6.876           | $716,316    |
| 8 de octubre de 2018     | Boston           | Estados Unidos | Boch Center Wang Theatre                    | 3,368 / 3.472           | $339,739    |
| 16 de octubre de 2018    | Chicago          | Estados Unidos | The Chicago Theatre                         | 6.118 / 6.952           | $663,018    |
| 17 de octubre de 2018    | Chicago          | Estados Unidos | The Chicago Theatre                         | 6.118 / 6.952           | $663,018    |
| 19 de octubre de 2018    | Denver           | Estados Unidos | Pepsi Center                                | 4,069 / 4,069           | 414,108     |
| 22 de octubre de 2018    | Oakland          | Estados Unidos | Paramount Theatre                           | 2.832 / 2.832           | $416,550    |
| 26 de octubre de 2018    | Los Ángeles      | Estados Unidos | Greek Theatre                               | 5.870 / 5.870           | $636,308    |
| 27 de octubre de 2018    | Las Vegas        | Estados Unidos | The Colosseum at Caesars Palace             | 4,100 / 4.100           | $496,595    |
| 29 de octubre de 2018    | Phoenix          | Estados Unidos | Comerica Theatre                            | 4.027 / 4.027           | $381,096    |
| 1 de noviembre de 2018   | Sugar Land       | Estados Unidos | Smart Financial Centre at Sugar Land        | 4.548 / 5.522           | $437,586    |
| 3 de noviembre de 2018   | Thackerville     | Estados Unidos | WinStar World Casino and Resort             | 3.450 / 3.450           | $388,061    |
| 4 de noviembre de 2018   | Tulsa            | Estados Unidos | Paradise Cove at River Spirit Casino Resort | 1.665 / 1.665           | $214,960    |
| 6 de noviembre de 2018   | Saint Louis      | Estados Unidos | Peabody Opera House                         | 2.506 / 2.506           | $246,177    |
| 9 de noviembre de 2018   | Nueva Orleans    | Estados Unidos | Saenger Theatre                             | 2.468 / 2.468           | $289,136    |
| 11 de noviembre de 2018  | Atlanta          | Estados Unidos | Fox Theatre Atlanta                         | 4.197 / 4.197           | $407,197    |
| 13 de noviembre de 2018  | San Petersburgo  | Estados Unidos | The Mahaffey Theatre                        | 1.886 / 1.886           | $336,002    |
| Total                    | Total            | Total          | Total                                       | 73.983 / 77.376 (95,6%) | $8.431.026  |

## Personal
- Director del tour - Jamie King
- Voz principal - Christina Aguilera
- Director musical -  Rob Lewis
- Coreógrafos - Jeri Slaughter, Paul Morente
- Bailarines: Charmain Baquiran, Gilbert Saldivar, Kai Lin, Monique Slaughter, Rebbi Rosie, Sophia Aguiar
- Maquillador - Etienne Ortega
- Estilista - Karen Clarkson
- Patrocinador del recorrido - Live Nation Entertainment
- Stanley Randolph - batería, percusión